# Gekko scientiadventura
Gekko scientiadventura là một loài thằn lằn trong họ Gekkonidae. Loài này được Rösler, Ziegler, Vu, Herrmann & Böhme mô tả khoa học đầu tiên năm 2004.